# Moisés Vincenzi Pacheco
Moisés Vincenzi Pacheco (Tres Ríos, 3 de febrero de 1895 - San José, 22 de marzo de 1964) fue un filósofo y escritor costarricense. En 1962 fue el primero que se le otorgó el Premio Nacional de Cultura Magón. Se licenció en Filosofía y Letras en la Universidad de Costa Rica. En 1929 obtuvo el título de profesor de Estado y continuó en el desempeño de sus funciones docentes como profesor en colegios del país. Fue director del Instituto de Alajuela, director general de Bibliotecas Públicas y catedrático de Filosofía e Historia en la Universidad Nacional. Fue miembro de la Academia Costarricense de la Lengua desde 1941 hasta su fallecimiento. La Asamblea Legislativa lo declaró Benemérito de la Patria por el acuerdo N.º 587 de 23 de marzo de 1964.

## Obras filosóficas
- Preceptos, San José. 1929
- El Hombre y el Cosmos, San José, Imprenta Lehmann, 1961.
- Los Ídolos del Teatro, San José, Imprenta Trejos, 1957.
- El Teatro de H. Alfredo Castro Fernández, San José, Imprenta Trejos, 1957.
- Principios de Crítica, Roberto Brenes Mesén y sus obras, San José, 1918.
- Mi segunda dimensión, San José, 1923.
- Principios de Crítica Filosófica, París, 1928.
- Diálogos Filosóficos, San José, 1921.
- El hombre máquina, 1938
- El Caso Nietzsche, San José, 1963

## Obra literaria
- Atlante (1924).
- La Rosalía (1931)
- Pierre de Monval (1935).
- La señorita Rodiet (1936).
- Elvira (1940).